# أمير حمزة (لشكر طيبة)
أمير حمزة (1959-) هو الاسم الحركي لأحد المحاربين القدامى في الجهاد الأفغاني وأحد مؤسسي الجماعة الإسلامية المسلحة لشكر طيبة. وُصف بأنه «متحدث ناري وكاتب غزير الإنتاج»، كما أنه يعتبر «أفضل منظري لشكر طيبة».
تصنف وزارة الخزانة الأمريكية جماعة لشكر طيبة على أنها جماعة إرهابية، حيث أدرجوا أمير حمزة على وجه التحديد في قائمة الإرهابيين الذين يقولون إنه يجب أن يكون هدفًا للعقوبات الدولية. تتسلل لشكر طيبة إلى جزء من منطقة جامو وكشمير المتنازع عليها والتي تحتلها الهند. ويعتقد أن حمزة عضو في لجنتها المركزية، وقاد حملات لشكر طيبة للتبرعات الخيرية، وكان المحرر المؤسس للجريدة الرسمية التابعة للجماعة.

## مؤلفاته
هو رئيس قسم المطبوعات في لشكر طيبة، ومحرر للعديد من الدوريات، ومؤلف كتب أخرى:
- من تورخوم إلى القوقاز، ملاحقة روسيا بقوة.
- Shahrah-e-Bahisht (الطريق إلى الجنة)
- على قمم الجبال في أفغانستان - قوافل الدعوة والجهاد.
- سألت الكتاب المقدس لماذا أضرمت المصاحف
- امرأة كشميرية وأمريكا
- ماذا رأيت في الخميني وإيران وتركيا كمال أتاتورك؟
- زعماء دينيون وسياسيون
- خُلُقُ نبينا
- لآلئ حقيقية من شخصية النبي